# Ледергозе (Грайц)
Ледергозе (нім. Lederhose) — громада в Німеччині, розташована в землі Тюрингія. Входить до складу району Грайц. Складова частина об'єднання громад Мюнхенбернсдорф.
Площа — 4,84 км2. Населення становить 267 ос. (станом на 31 грудня 2021).

## Галерея

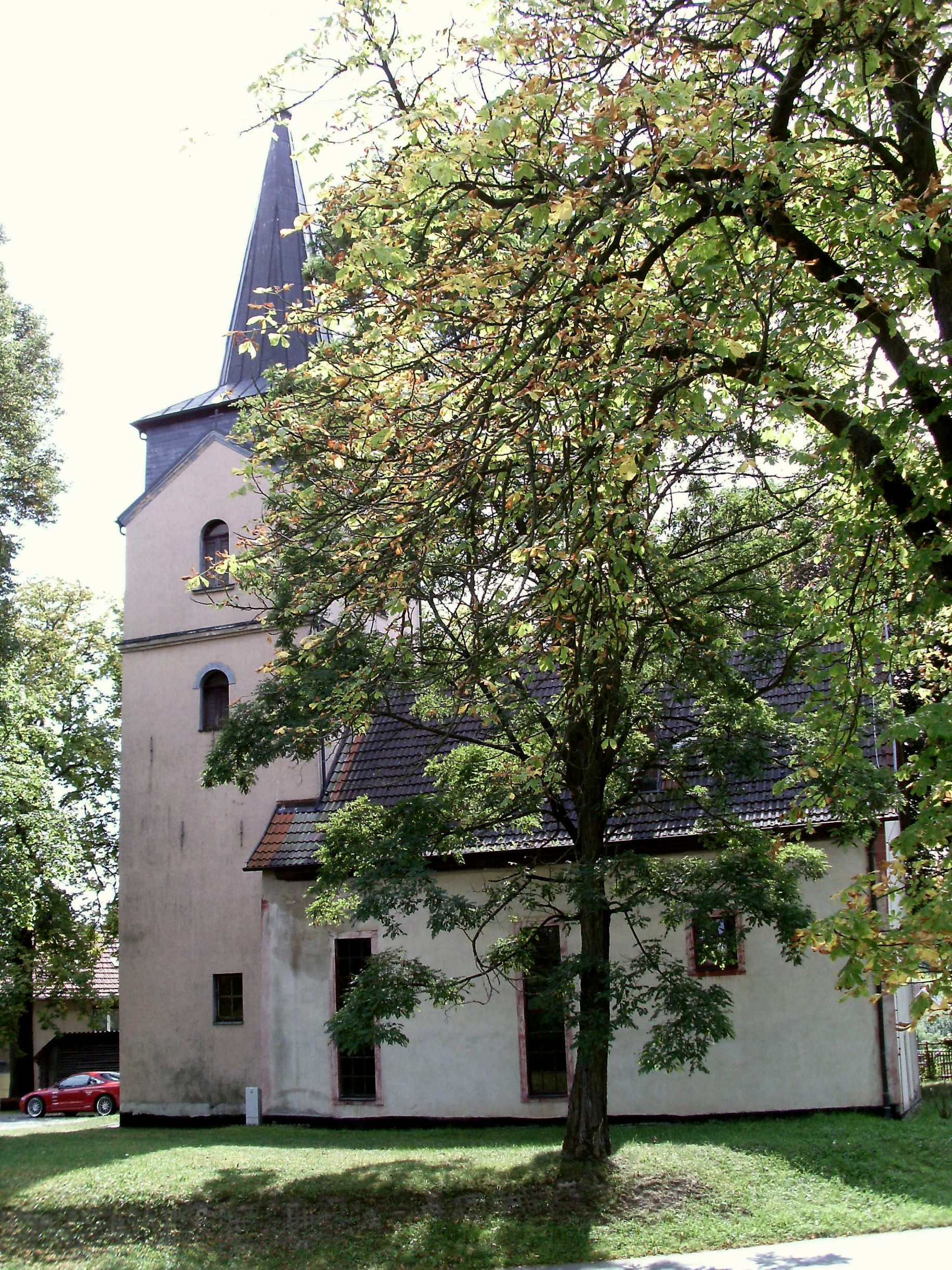